# Маунт-Гоуп (Західна Вірджинія)
Маунт-Гоуп (англ. Mount Hope) — місто (англ. city) в США, в окрузі Фаєтт штату Західна Вірджинія. Населення — 1125 осіб (2020).

## Географія
Маунт-Гоуп розташований за координатами 37°53′30″ пн. ш. 81°9′44″ зх. д. / 37.89167° пн. ш. 81.16222° зх. д. (37.891534, -81.162283).  За даними Бюро перепису населення США в 2010 році місто мало площу 3,44 км², з яких 3,43 км² — суходіл та 0,00 км² — водойми.

## Демографія
Згідно з переписом 2010 року, у місті мешкало 1414 осіб у 626 домогосподарствах у складі 362 родин. Густота населення становила 411 особа/км².  Було 737 помешкань (214/км²).
Расовий склад населення:
| - 77,0 % — білих - 18,0 % — чорних або афроамериканців - 0,5 % — корінних американців - 0,4 % — азіатів |

До двох чи більше рас належало 3,7 %. Частка іспаномовних становила 1,6 % від усіх жителів.
За віковим діапазоном населення розподілялося таким чином: 24,8 % — особи молодші 18 років, 60,6 % — особи у віці 18—64 років, 14,6 % — особи у віці 65 років та старші. Медіана віку мешканця становила 37,5 року. На 100 осіб жіночої статі у місті припадало 90,8 чоловіків;  на 100 жінок у віці від 18 років та старших — 89,7 чоловіків також старших 18 років.
Середній дохід на одне домашнє господарство  становив 33 708 доларів США (медіана — 21 218), а середній дохід на одну сім'ю — 42 258 доларів (медіана — 32 500). Медіана доходів становила 35 208 доларів для чоловіків та 22 273 долари для жінок. За межею бідності перебувало 42,3 % осіб, у тому числі 55,7 % дітей у віці до 18 років та 21,3 % осіб у віці 65 років та старших.
Цивільне працевлаштоване населення становило 431 осіб. Основні галузі зайнятості: освіта, охорона здоров'я та соціальна допомога — 27,8 %, роздрібна торгівля — 20,9 %, мистецтво, розваги та відпочинок — 18,3 %.